# Blumeninsel (Wörthersee)

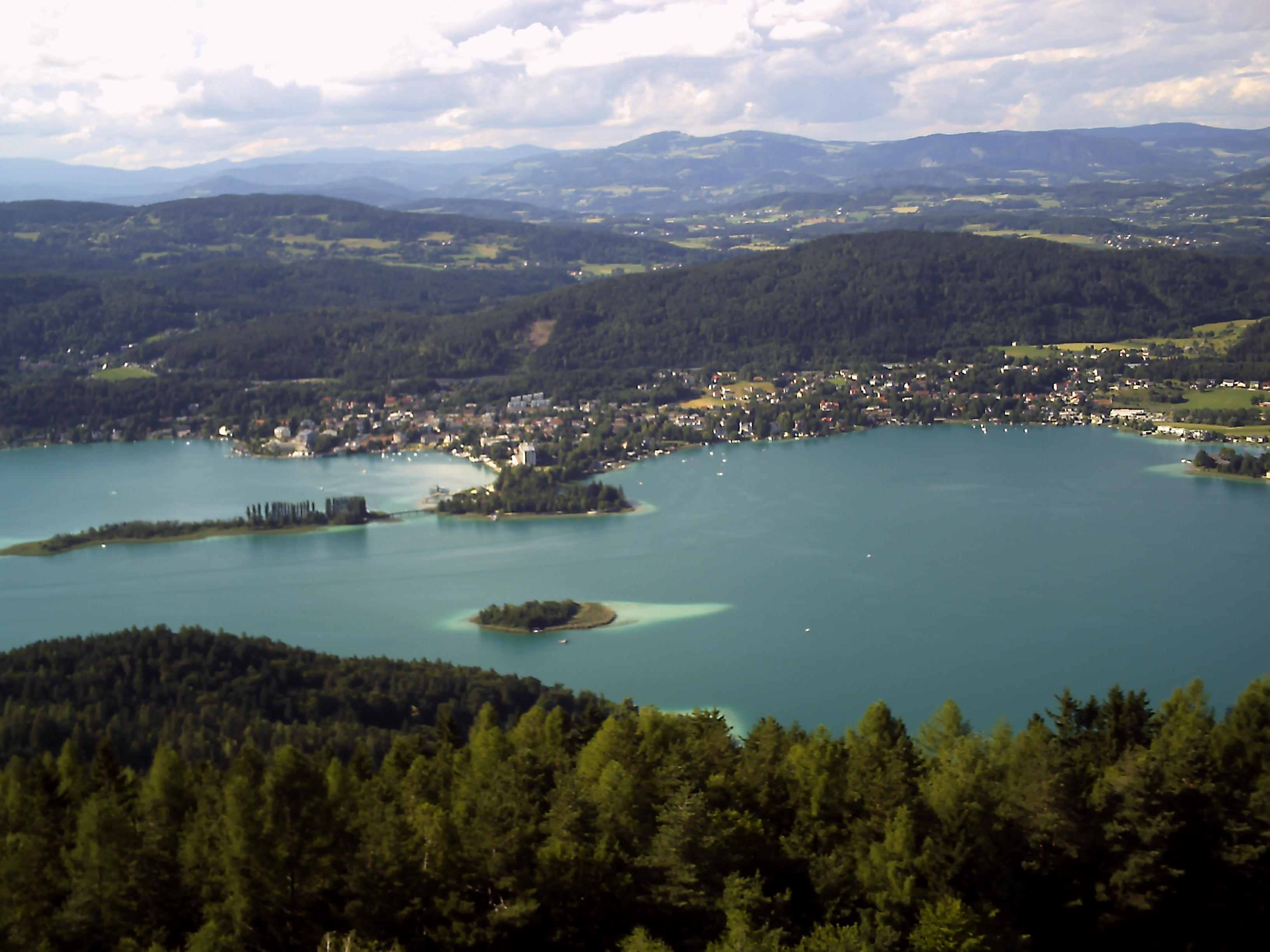
Links die Blumeninsel

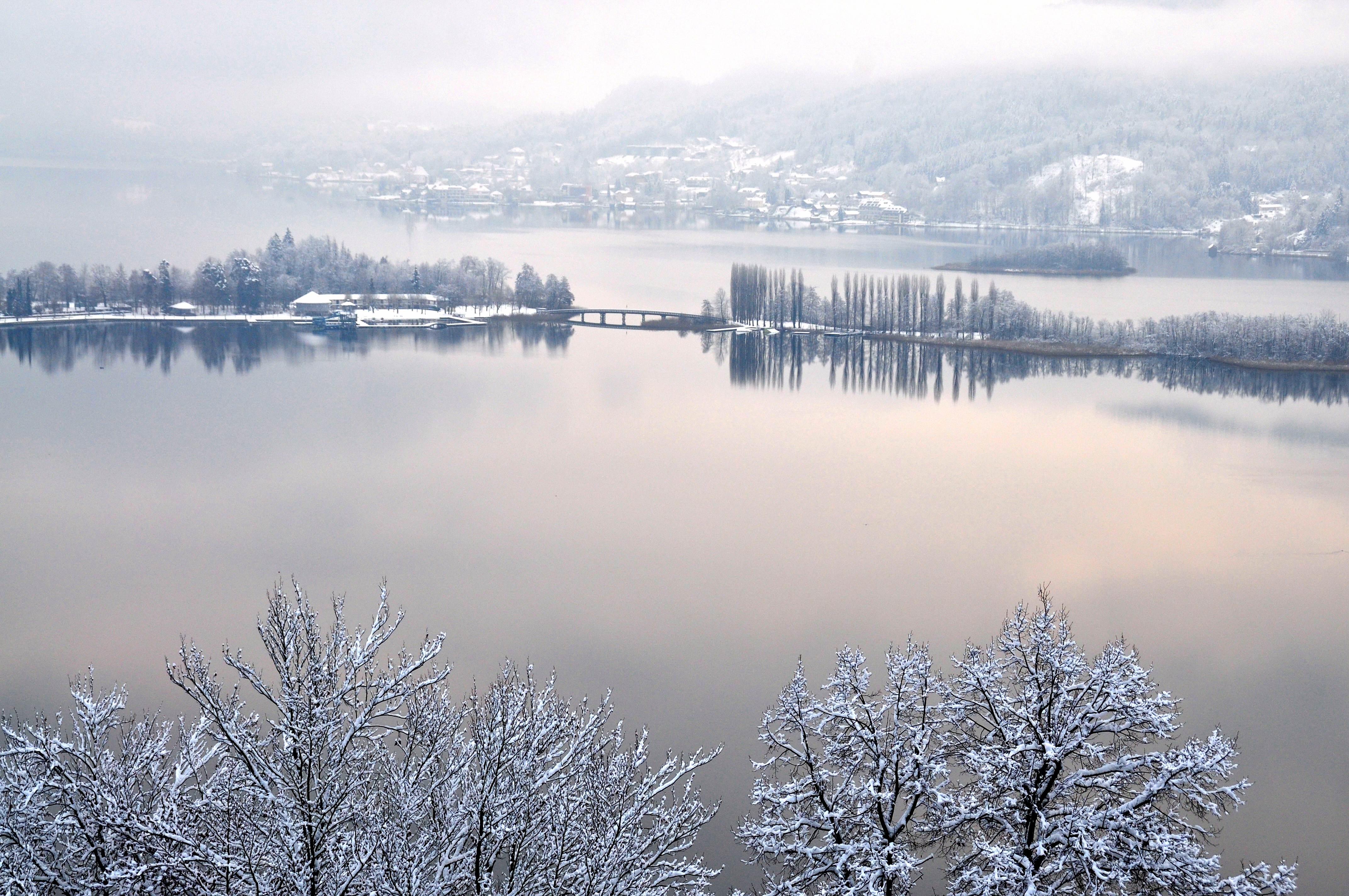
Die Insel im Winter

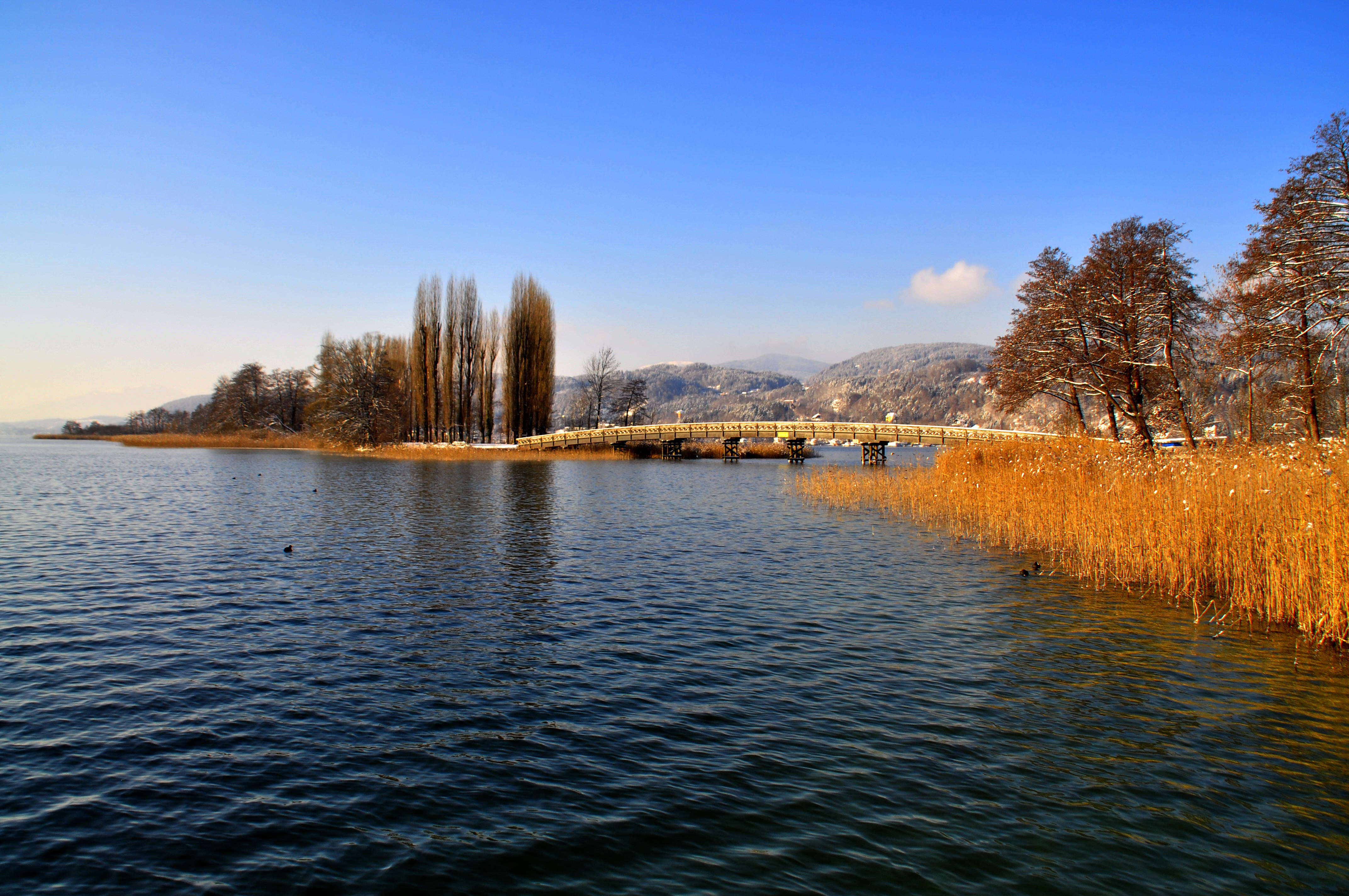
Die Seebrücke zur Insel

Die Blumeninsel (auch als Schlangeninsel bekannt) ist die größte Insel im Wörthersee. Sie erstreckt sich von Ost nach West über 470 Meter und hat eine maximale Breite von 95 Metern. Ein Teil steht unter Landschaftsschutz. Der größte Teil der Insel liegt auf dem Gemeindegebiet von Pörtschach, ein Streifen entlang des Südufers jedoch auf dem von Maria Wörth.

## Zugang
Die Insel ist über das Gelände des Promenadenbads und eine 100 Meter lange Holzbrücke während der Sommersaison erreichbar. Diese verbindet den Osten der Insel mit dem Landspitz, dem südwestlichen Ausläufer der Pörtschacher Halbinsel.

## Gliederung
Der östliche Teil gehört zum Promenadenbad der Gemeinde Pörtschach, der Rest ist bewaldet.

## Bebauung
Die Blumeninsel ist nicht bebaut, jedoch wurde eine Stelle im östlichen Teil anthropogen beeinflusst. In diesem Teil gibt es ein paar Bojen mit Segelbooten. Größtenteils ist das Ufer mit Schilf bewachsen.

## Geschichte
Die Blumeninsel ist erst im 18. bzw. 19. Jahrhundert „aufgetaucht“.
Da 1770 der Wasserspiegel gesenkt wurde, war nicht nur die Insel Maria Wörth zu einer Halbinsel geworden, sondern auch die Blumeninsel sichtbar geworden.
In der folgenden Zeit sank der Wasserspiegel immer mehr. Für einige Jahre fuhren die Schiffe der Wörtherseeschifffahrtsgesellschaft zwischen der Insel und der Halbinsel durch. Schließlich wurde es jedoch zu seicht dazu.
Der Name Schlangeninsel ist nicht darauf zurückzuführen, dass dort Schlangen leben, sondern weil die Insel der Form einer Schlange gleicht.
Als ein Teil von ihr zum Strandbad kam, wurde ihr Name auf Blumeninsel umgeändert.